# Provins
Provins é uma comuna francesa no departamento de Sena e Marne, na região da Ilha de França. É uma subprefeitura.
Provins, desde 13 de Dezembro de 2001, está classificada como património mundial pela UNESCO.

## Galeria

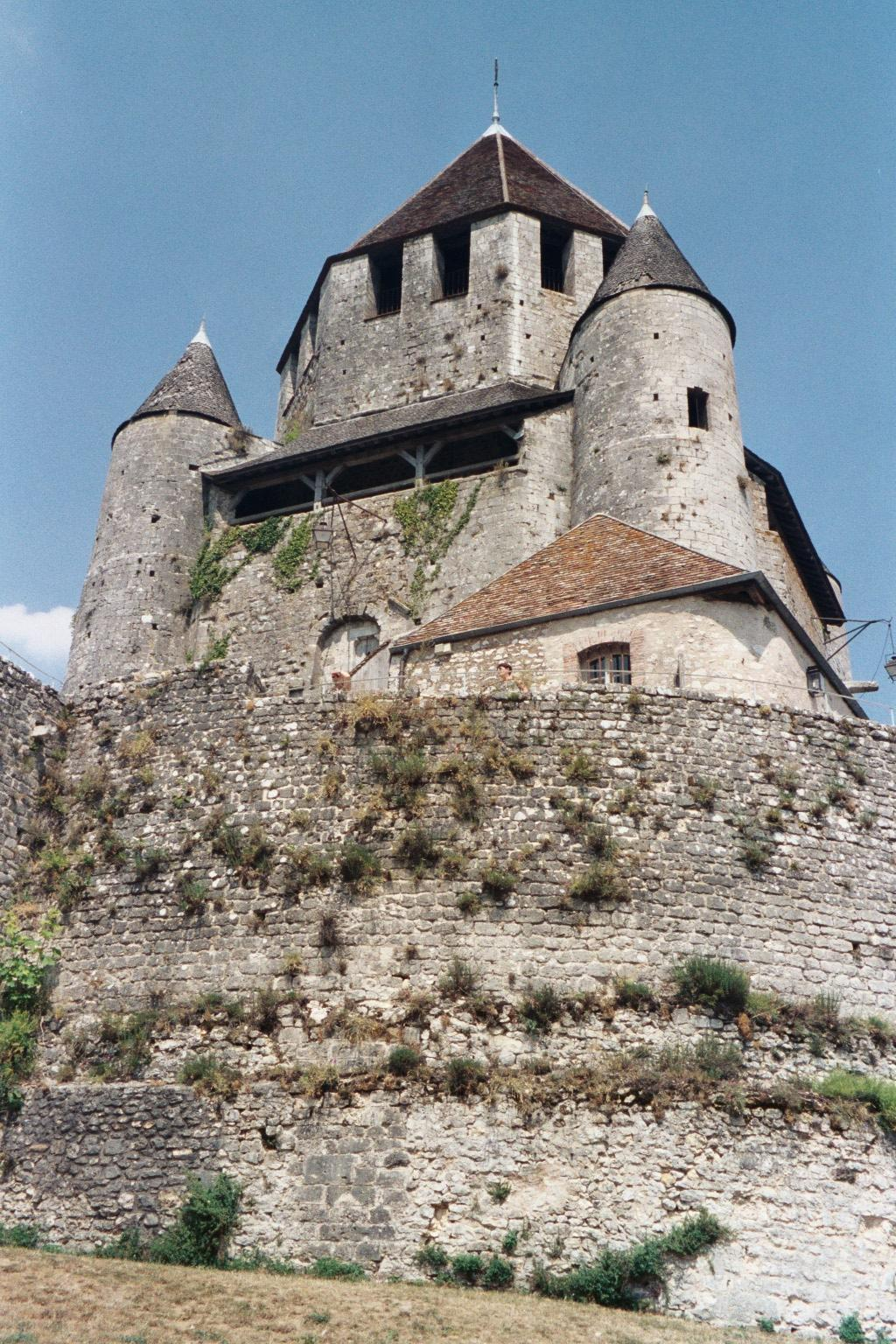
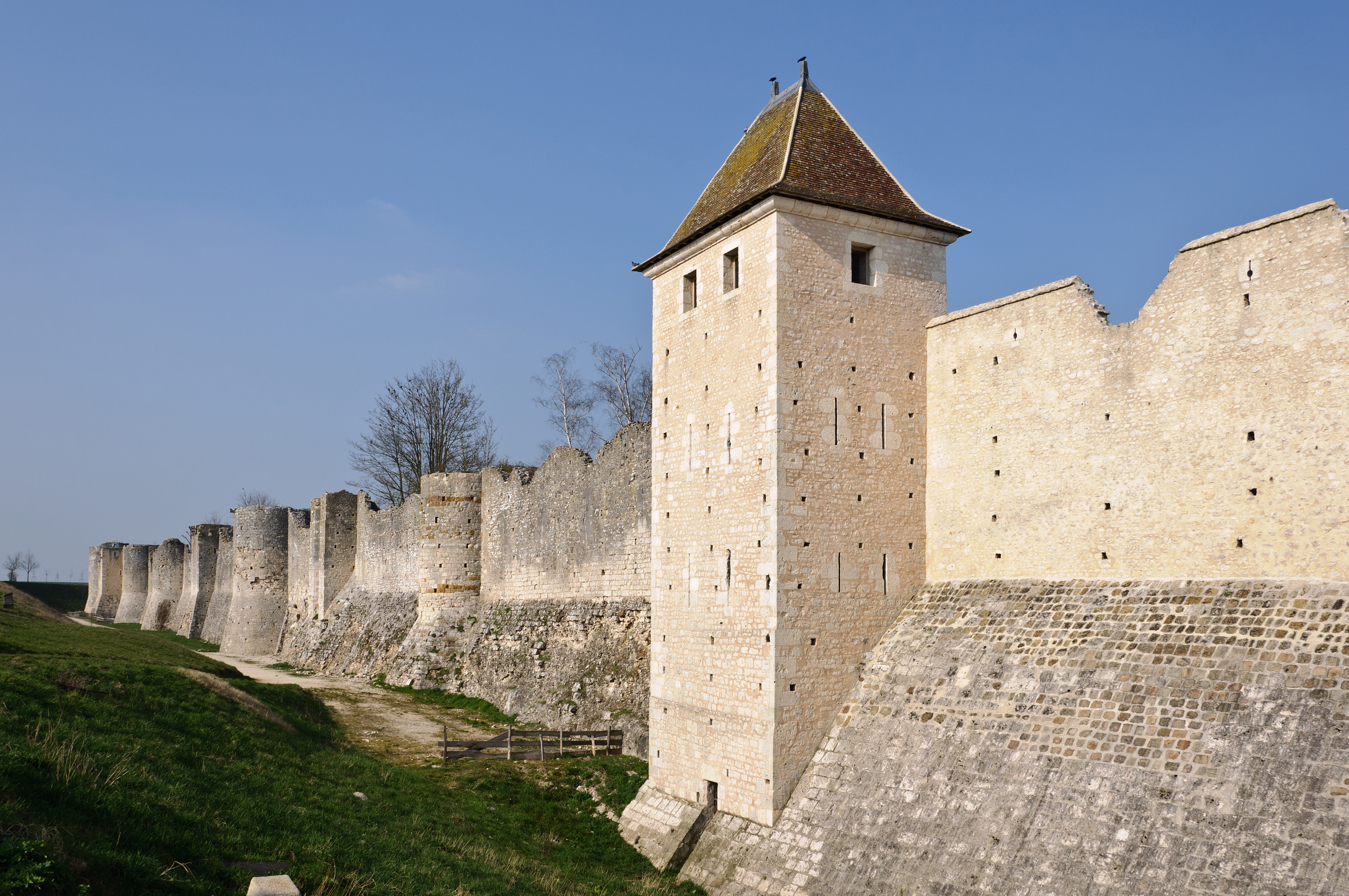
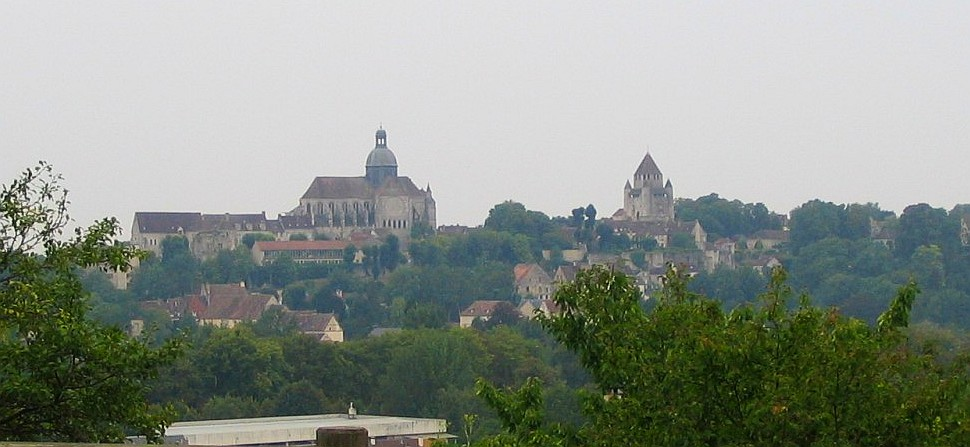